# サスペンダーズ
サスペンダーズは、マセキ芸能社に所属する日本のお笑いコンビ。2013年結成。

## メンバー
古川 彰悟（ふるかわ しょうご、1990年4月26日 - ）（35歳）
- ボケ・小道具作り担当、立ち位置は向かって左。
- 神奈川県横浜市出身。
- 神奈川県立横浜緑ケ丘高等学校、早稲田大学政治経済学部経済学科卒業。
- 身長168cm、体重70kg。血液型A型。
- ぐんぴぃ（春とヒコーキ）や木田（ガクヅケ）、レンタルぶさいく、ならた（プロポーズ）、ピーター博士の芸人仲間5人（+1人）でルームシェアしていた時期があり、個性的な特徴を持つ5人が集っていたことから「キモシェアハウス」と呼ばれていた。
- レンタルぶさいく（元フェーの篠原塁）は大学の後輩。

依藤 たかゆき（いとう たかゆき、1990年6月7日 - ）（34歳）
- 本名：依藤 昂幸（読み同じ）
- 旧芸名：いとうセブン
- ツッコミ担当、立ち位置は向かって右。
- 東京都練馬区出身。
- 早稲田大学高等学院、早稲田大学社会科学部卒業。
- 身長173cm、体重70kg。血液型O型。
- 実家はセブンイレブン経営で、父が店長を務める練馬のセブンイレブンで週に数回勤務している。いとうセブン名義でセブンイレブンの商品レビューをするTwitterアカウントを運営。
- 2023年8月4日、『サスペンダーズの馬場歩き』内で結婚を発表。

## 来歴
- 早稲田大学のお笑いサークル・早稲田寄席演芸研究会の同期[5]。他の同期にはスパナペンチがおり、山田邦子、オアシズ、ギース・高佐などがサークルのOBである[8]。大学時代は古川は「マダム古川」というピン芸人、依藤は「ダージリン」というコンビで、別々に活動していた。「ダージリン」はワタナベエンターテインメント主催の大学生お笑いアマチュア選手権大会「笑樂祭」の第7代グランプリに輝き、「学生才能発掘バラエティ 学生HEROES!」にも出演した[9]。
- 大学卒業時にプロを目指していた依藤から古川へコンビ結成を持ちかけるが、古川はコンビを組むなら自分が完全にブレーンになれるような相方が欲しかったので依藤のようにお笑いの芯を持っているタイプは合わないと考えていたため、「ピンでの活動を希望している」と伝えて拒否[10][11]。
- しかし古川がピンでマセキ芸能社のオーディションに落ち続けたことでピンでの活動を断念、依藤を逆に誘う形でコンビを結成した[10][8]。2014年にマセキ芸能社のオーディションライブで初舞台[11]。
- コンビ名はもともと寄席演芸研究会の先輩が使っていたもので、3代目のサスペンダーズにあたる[11]。
- 2020年、飯塚悟志（東京03）[2][12][5]や福井俊太郎（GAG）[13][5]、林田洋平（ザ・マミィ）[14]らが面白い芸人として名前を挙げ注目を浴びる。

## 芸風
- 初期はボケ・ツッコミのはっきりしたネタが中心で、薬物中毒のネタが大ウケしたことからしばらくブラックな路線を突き進んでいた[11]。
- 2019年からは古川の実体験や素の性格を元に、古川扮する気弱で自意識過剰な人物が考えすぎるあまり混乱してゆくという、”ニン”の乗ったコントへシフトチェンジするようになり[8]、大きな転機となった。「依藤は普通に何かをしているだけなのに古川のほうが勝手におかしくなっていく」という設定が理想だといい、普段のキャラクターに近いコントをするように心がけているという点では漫才師の考え方に近いと語っている[8]。2021年からはさらに発展させ、二人の性格が正反対であることを踏まえ、互いに互いを異常な人間だと認識している人間同士のやりとりを見せるコントを意識して作るようになっている[15]。
- 2021年よりM-1グランプリにも参加、コントに加え漫才も行うようになった[16]。

## 賞レース成績

### キングオブコント
| 年度 | 結果         |
| ---- | ------------ |
| 2016 | 1回戦敗退    |
| 2017 | 1回戦敗退    |
| 2018 | 2回戦進出    |
| 2019 | 2回戦進出    |
| 2020 | 2回戦進出    |
| 2021 | 準々決勝進出 |
| 2022 | 準決勝進出   |
| 2023 | 準決勝進出   |
| 2024 | 準決勝進出   |

### M-1グランプリ
| 年度 | エントリーNo. | 結果      |
| ---- | ------------- | --------- |
| 2021 | 657           | 2回戦進出 |

### 他
- 2021年「第3回ビートたけし杯『お笑い日本一』」（江戸まち たいとう芸楽祭、2021年2月10日）- 決勝進出[22]
- 2021年「笑ラウドネスGP」（ABEMA、2021年7月18日）- 決勝進出[23]
- 2021年「ツギクル芸人グランプリ2021」（フジテレビ、2021年9月18日）- 決勝進出[24]
- 2021年「マイナビ Laughter Night オンエア争奪LIVE」（TBSラジオ、2021年10月16日）- 決勝進出（6月度月間チャンピオン）[25]
- 2021年「ネタパレ」ニュースターパレードグランドチャンピオンシップ（フジテレビ、2021年10月29日[26]）- 決勝進出
- 2022年「15ビョーーーン」（テレビ東京、2021年1月1日）- 年間グラントチャンピオン大会 優勝[27]
- 2022年「水曜日のダウンタウン」（TBSテレビ、2022年4月13日）- 30-1グランプリ決勝進出
- 2022年「マイナビ Laughter Night オンエア争奪LIVE」（TBSラジオ、2022年5月6日）- 決勝進出（5月度月間チャンピオン）[28]
- 2022年「ツギクル芸人グランプリ2022」（フジテレビ、2022年5月21日）- 決勝進出[24]
- 2022年「マイナビ Laughter Night　第8回グランドチャンピオン大会」 優勝[29]
- 2023年「第44回ABCお笑いグランプリ」 - 決勝進出[30]
- 2023年「令和5年度NHK新人お笑い大賞」 - 本選進出[31]

## 出囃子
- ザ・タイマーズ『デイ・ドリーム・ビリーバー〜DAY DREAM BELIEVER〜』セブンイレブンCM使用曲

## 出演

### テレビ
- 学生才能発掘バラエティ 学生HEROES!（テレビ朝日、2011年6月2日(1日深夜)[32]・7月3日(2日深夜)[33]・7月14日(13日深夜)[34]） - 古川のみ（大学時代、マダム古川名義）[35]
- 笑レース（フジテレビ、2018年2月26日）
- BAZOOKA!!!（BSスカパー!、2018年5月13日）
- 発掘! 3分魅せたら、たいしたモンだ!（毎日放送、2018年3月12日）
- 水曜日のダウンタウン（TBS、2019年12月4日） - 古川のみ
- みんテレ（北海道文化放送、2020年6月9日） - 依藤のみ
- 爆笑問題&霜降り明星のシンパイ賞!!（テレビ朝日、2020年7月24日[36]）
- 勇者ああああ〜ゲーム知識ゼロでもなんとなく見られるゲーム番組〜（テレビ東京、2020年8月13日[37]）
- 有田ジェネレーション（TBS、2020年8月24日[12]）
- ナイツのHIT商品会議室（チバテレビ、2020年12月4日）
- そろそろ にちようチャップリン（テレビ東京、2020年12月12日[38]・4月10日[39]）
- ゴッドタン（テレビ東京、2021年2月14日） - 東京03飯塚が注目の若手芸人として紹介[2]
- ENGEIグランドスラム〜笑いっぱなしの豪華4時間SP!〜（フジテレビ、2021年2月20日[40]）
- 家事ヤロウ!!!（テレビ朝日、2021年3月17日[41]） - 依藤のみ
- もしも師〜新お仕事提案ショー〜（テレビ朝日、2021年4月7日[42]）
- ネタパレ（フジテレビ、2021年4月23日[43]・7月9日[44]・16日[45]・10月29日[26]・2022年1月14日・28日、3月18日、8月26日）
- キャラダチミュージアム〜MoCA〜（フジテレビ、2021年5月4日[46]・18日[47]・8月17日[48]・9月7日[49]・26日[50]・11月7日）
- 超逆境クイズバトル!! 99人の壁（フジテレビ、2021年8月14日） - 注目コント師ランキング第2位として紹介
- 冗談騎士（BSフジ、2021年8月14日[51]）
- 独眼竜カミナリ（東日本放送、2021年8月14日[52]、2022年4月2日）
- 賞金奪い合いネタバトル ソウドリ〜SOUDORI〜（TBS、2021年9月13日[53]・2023年1月9日・2023年2月13日）
- ツギクル芸人グランプリ2021（フジテレビ、2021年9月18日[24]）- 決勝進出
- 15ビョーーーン（テレビ東京、2021年10月30日、12月4日、2022年1月1日[27]）
- 新春！爆笑ヒットパレード（フジテレビ、2022年1月1日[54]）
- 有吉の壁 ゴールデンの壁を越えろ！若手予選会2022春（日本テレビ、2022年3月29日）
- ネタポン（CSテレ朝チャンネル1、2022年3月30日）
- ネタポンの楽屋（CSテレ朝チャンネル1、2022年3月30日）
- オンエア決めろ！ー笑武ー（BSJapanext、2022年4月12日・9月20日・9月27日）
- 水曜日のダウンタウン（TBSテレビ、2022年4月13日・2023年4月12日）- 30-1グランプリ決勝進出
- ゴッドタン（テレビ東京、2022年4月16日）- 腐り芸人オーディション
- ツギクル芸人グランプリ2022（フジテレビ、2022年5月21日[24]）- 決勝進出
- 真夜中のおバカ騒ぎ!（チバテレビ、2022年6月23日[55]）
- よるのブランチ（TBSテレビ、2022年7月6日[56]）
- ぴったり にちようチャップリン（テレビ東京、2022年8月6日[57]・8月13日[58]・9月24日・10月1日・2023年2月25日）
- アルピーテイル（テレビ朝日、2022年8月10日）
- FNSラフ＆ミュージックまであと３日(事前番組)（フジテレビ、2022年9月7日）
- ニューヨークと蛙亭のキット、くる!!（テレビ神奈川、2022年9月21日）
- ラヴィット!（TBSテレビ、2022年10月17日、Laughter Night・2022年チャンピオン大会優勝特典の特番[59]）
- プロフェッショナル 仕事の流儀（NHK総合 、2022年10月28日、コメント出演）
- つづきましてコンボ！（TBSテレビ、2022年12月22日・12月29日）
- ぽかぽか（フジテレビ、2023年2月7日）
- 金のツカミ（日本テレビ、2023年4月3日・10月8日）
- お願い！ランキング presentsそだてれび（テレビ朝日、2023年４月16日・7月11日・9月5日） - 古川のみ
- お笑いエスポワール号（TBSテレビ、2023年6月22日・29日）
- お笑いインスパイアドラマ ラフな生活のススメ（NHK総合 、2023年7月25日）
- 開け！キャラクターのとびら きゃらトビ！（フジテレビ、2023年10月8日）
- アメトーーク！（テレビ朝日、2023年10月19日）
- NHK新人お笑い大賞（NHK総合、2023年10月12日[31]）- 本戦進出

### テレビドラマ
- オレは死んじまったゼ！（WOWOW 、2023年9月15日） - 古川のみ
- 虎に翼 第35回 (NHK総合、2024年5月17日)　- 古川：依頼人 役、依藤：対立する原告 役 [60] [61]

### ラジオ（レギュラー放送）
- マイナビ Laughter Night サスペンダーズの馬場歩き（TBSラジオ、2023年4月7日 - 2024年3月29日）毎週金曜24:30〜25:00放送[62]
- サスペンダーズのモープッシュ!!（SBSラジオ、2022年4月3日 - ）毎週日曜24:00〜24:30放送[63]

### ラジオ
- 爆笑問題の日曜サンデー（TBSラジオ、2018年12月2日（依藤のみ）・2021年10月17日・2022年10月16日）
- God Bless Saturday（横浜エフエム放送、2017年2月4日・2019年12月13日）
- サスペンダーズのモープッシュ!（Podcast・Spotify、2021年5月5日 - 2022年4月24日）毎週木曜23:00〜23:30放送
- 24時のハコ（TBSラジオ、2022年2月）
- 大島麻衣と火あそびの会（SBSラジオ、2022年3月4日・2022年7月23日[64]）
- 大島麻衣と火あそびの会（Radiotalk、2023年2月8日）
- TALK ABOUT（TBSラジオ、2022年4月2日・2022年8月13日・2022年8月20日・2022年11月26日・2022年12月3日）
- オールナイトニッポン0(ZERO)～決戦！お笑い有楽城～（ニッポン放送、2022年4月9日）- 予選進出
- マイナビ Laughter Night（TBSラジオ、2021年6月4日[65]・2022年5月6日[28]・10月28日[66]） - 2021年6月の月間チャンピオン・2022年5月の月間チャンピオン
  - サスペンダーズの馬場歩き（TBSラジオ、2022年12月18日、マイナビ Laughter Night・2022年チャンピオン大会優勝特典の特番[59]）
- 東京03の好きにさせるかッ！（NHKラジオ第1、2022年9月1日[67]）
- 金の国のたまごどんぶり（TBSラジオ、2022年10月28日）
- ナイツのちゃきちゃき大放送（TBSラジオ、2022年12月17日）
- 真誠presents タイムマシーン3号のそろそろ売れてもいいんじゃない？（CBCラジオ、2023年7月22日）
- おとなりさん（文化放送、2023年9月11日）

### ネット番組
- ダブルブッキングのぶるぶるサーカス（YouTube）[68]
- シモネタGP2018シモ半期（ABEMA、2018年11月5日）
- ABEMA Prime（ABEMA、2020年9月6日）[3]
- 奥森皐月の公私混同（テレ朝動画「LoGiRL」、2021年3月25日）[69]
- 笑ラウドネスGP（ABEMA、2021年7月18日）[23]
- ぜにいたち（ABEMA、2021年10月25日[70]・2022年7月4日[71]）
- ロンドンハーツ（ABEMA、2022年12月27日・2023年1月3日）
- 岸森藤男のクイズ三原色（ニコジョッキー、依藤のみ）毎月放送
- チャンスの時間（ABEMA、2023年3月19日・4月2日）
- ナイツ塙の地下芸人ラジオ（YouTube、2023年4月18日） - 古川のみ

### 映画
- なれない二人（2019年8月23日公開、スタジオブルー）[2][72][73]

### WEB配信
- サスペンダーズの生配信 (YouTube、2020年3月26日 - )

### CM
- ACNのAシェア (2023年1月9日 - )

### 雑誌・新聞
- an・an（2021年1月6日、マガジンハウス）女優・奥森皐月の推薦芸人として紹介
- TV LIFE（2021年5月26日、ONE PUBLISHING）テレビディレクター・舟橋政宏の推薦芸人として紹介
- 芸人雑誌 volume4（2021年9月25日、太田出版、Quick Japan別冊）
- 芸人雑誌（2022年4月20日 - 2022年12月27日、太田出版、Quick Japan別冊）年間連載
- 読売新聞（2023年8月22日夕刊） - 古川のみ
- First Stage 芸人たちの“初舞台”（2023年9月5日、扶桑社）

### WEB特集
- サンケイスポーツ - 【ビッくらぼんの３６５日・芸人日記（１４４）】クレイジーなコントを展開する高学歴コンビ、サスペンダーズ（2016年9月30日）[74]
- 東京別視点ガイド -「朝昼晩、幼少期からセブン弁当を食べていた」淡々とセブン飯を食べまくるTwitterアカウント『いとうセブン』は何者か?（2018年07月25日）[6]
- 東京で考え中 - サスペンターズはシンパイコンビ? 今、注目度急上昇中の彼らの歴史を紐解く!（2020年8月15日）[75]
- てれびのスキマ - 「大金を掴みたい」生きづらさをコントに昇華するサスペンダーズの人生の目的（2020年12月12日）[8]
- Quick Timez - （前編）サスペンダーズ依藤「三四郎さんの存在は大きい」マセキ芸能社へ入った理由を明かす（2021年10月30日）[76]
- Quick Timez - （後編）サスペンダーズ古川、後輩のかが屋に対して「同じ土俵で戦えるように…」と意気込み明かす（2021年10月30日）[77]

### その他
- マセキ芸能社公式オリジナルグッズ販売サイト「マセキ洋品店」（HMV&BOOKS online）[78]
- MV「Impossible Love」（ウエストランド井口とパーパーあいなぷぅによるユニット・ラブリーツインズの楽曲）[79]
- 「サスペンダーズのモープッシュ！！」公式グッズ（SUZURI）[80]
- 「ネモフィラブルー・アンスリウムレッド」アクリルスタンド[81]

## ライブ

### 単独ライブ
- ふとどき（2017年3月30日、シアターブラッツ）[2]
- この有様（2018年3月28日、シアターブラッツ）[82]
- 舂（2024年7月14日、北沢タウンホール）[83]

### 主催ライブ
- Suspenders Guide（2021年2月27日、ユーロライブ）[84]
- メニーフラワーズ（2021年1月27日〜2022年4月25日、新宿バッシュ!!） - 春とヒコーキ、赤もみじとのユニットライブ
- サスペンダーズ6ヶ月連続ツーマンライブ『ニ掛六』（2021年10月6日〜2022年3月22日、ユーロライブ）[85]
- サスペンダーズ新ネタライブ『マンハッタン』（2022年5月8日〜2022年12月6日・2023年6月25日〜、星のホール・武蔵野公会堂）
- Suspenders Battle（2022年6月30日、ユーロライブ）[86]

### 事務所ライブ
- ライラックブルー（マセキ芸能社定期ライブ、〜2022年3月14日、新宿バティオス）
- ネモフィラブルー（マセキ芸能社定期ライブ、2022年4月14日〜、新宿バティオス）
- フライングピンク（マセキ芸能社定期ライブ、2022年5月11日〜、新宿Fu-）-MC

### 出演ライブ
- おもしろフィロソフィー（毎月、会場不定）
- 面白い芸人だけが集まるライブ（2）（2015年11月23日、OFF・OFFシアター）[87]
- しぶロフ寄席 〜キュレーターは空気階段〜（2018年9月3日、LOFT9 Shibuya）[88]
- ななまがりno寄席（2020年1月4日、ヨシモト∞ドーム）
- テアトロコント（2020年8月28日・2021年3月26日・2021年10月30日・2023年4月28日・2023年10月28日、ユーロライブ）
- サスペンダーズの遺伝子ライブ 『ENDMANS』（2020年10月10日、しもきたドーン）
- ねえ、なんでコントなの?（2021年4月2日〜4日、東京・駅前劇場）[89]
- 空気階段の産卵シーン（2021年4月30日、ルミネtheよしもと）
- グレイモヤ（2021年6月13日、野方区民ホール） - トリ[90]
- 第3回　AUN〜コンビ大喜利王決定戦〜（2021年8月28日、北沢タウンホール）[91]
- 大自然no寄席（2022年1月1日、ヨシモト∞ドーム）[92]
- コットンno寄席（2022年1月1日、ヨシモト∞ホール）[93]
- 蛙亭no寄席（2022年1月1日・2023年1月7日、ヨシモト∞ホール）[94]
- 男性ブランコno寄席（2022年1月3日、ヨシモト∞ホール）[95]
- そいつどいつno寄席（2022年1月5日、ヨシモト∞ホール）
- 東西NEXT GENERATIONS～ネタ＆コーナー編～in上本町（2022年5月28日、大阪国際交流センター 大ホール）[96]
- グレイモヤ（2022年6月4日、なかのZERO 小ホール） - トリ[97]
- YATSUI FESTIVAL! 2022（2022年6月18日・2023年6月18日、O-EAST）[98]
- でか美祭2022（2022年8月8日、渋谷Spotify O-EAST）[99]
- ロングコートダディ堂前企画「ネコちゃん軍団vsケロちゃん軍団」（2022年10月31日、よしもと漫才劇場）
- バキ童寄席（2022年12月17日、西新宿ナルゲキ）
- サンシャインno寄席（2023年1月2日、ヨシモト∞ドーム）
- ネルソンズno寄席（2023年1月8日、ヨシモト∞ホール）
- 性格の悪いネタをするライブ（2023年1月20日、ルミネtheよしもと）
- やさしいズ×サスペンダーズ ツーマンライブ『ブルックリン』（2023年7月29日、ヨシモト∞ホール）
- 真夏のお笑いライブinお台場冒険王2023（2023年8月17日、フジテレビ）
- ラジオリスナーフェス2023（2023年9月3日、渋谷ユーロライブ）